# Even Though
Even Though è un brano musicale del gruppo britannico Morcheeba, estratto nel 2010 come primo singolo del loro settimo album Blood Like Lemonade. Il brano segna il primo singolo, dal 2003 con la cantante Skye Edwards. 
La canzone è diventata la colonna sonora della serie televisiva Shameless.

## Tracce
1. Even Though – 4:18

## Charts
| Classifica (2010) | Posizione più alta |
| ----------------- | ------------------ |
| Russia            | 251                |